# Vrijscharen

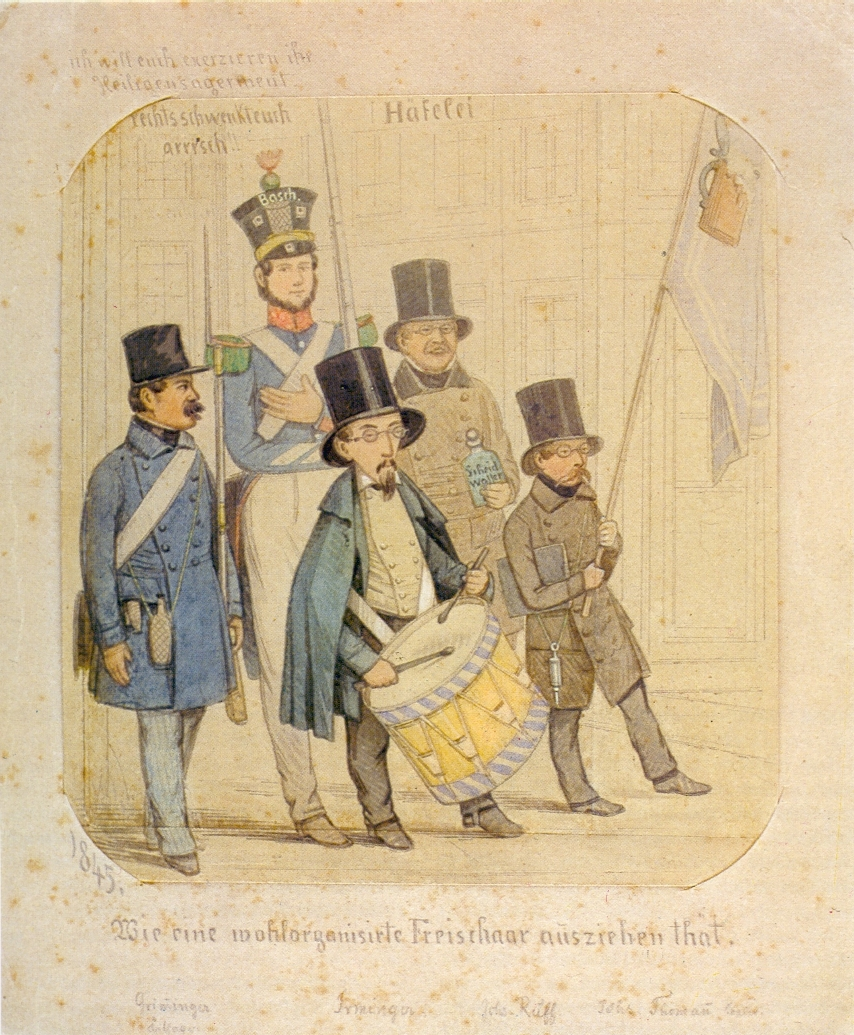
Gottfried Keller als vrijschaar (met trommel), karikatuur uit 1845.

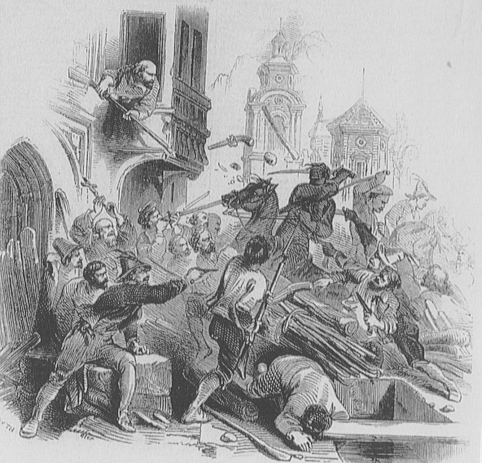
De vrijscharen worden in 1845 verslagen.

De vrijscharen (Duits: Freischaren) waren paramilitaire radicale-liberalen in het Zwitserland van de 19de eeuw. Op 8 december 1844 en op 31 maart 1845 vielen vrijscharen uit de kantons Aargau, Bern, Solothurn en Luzerner ballingen tweemaal het kanton Luzern binnen (de zogenaamde Freischarenzüge) met als doel de conservatieve rooms-katholieke regering omver te werpen en de jezuïeten te verdrijven. 
Tijdens de tweede inval in 1845, die zeer onfortuinlijk verliep, werden er bij Malters 35 vrijscharen gedood en circa 2.000 gevangengenomen.
De vrijscharen waren geïnspireerd door Wilhelm Snell en geleid door Friedrich Hecker, Gustav von Struve, Ulrich Ochsenbein en Jakob Stämpfli. Gottfried Keller was ook een prominent lid van de vrijscharen, maar nam nimmer deel aan militaire acties.
Door de acties der vrijscharen werden de regeringen in de conservatieve kantons opgeschrikt. Ze besloten in december 1845 tot de vorming van de Sonderbund.